# Kroktjärnen (Voxna socken, Hälsingland)
Kroktjärnen är en sjö i Ovanåkers kommun i Hälsingland och ingår i Ljusnans huvudavrinningsområde.